# Constant Quillard
Constant Quillard CSsR (* 30. Mai 1893 in Saint-Usuge, Département Saône-et-Loire; † 3. Juni 1972) war ein französischer römisch-katholischer Ordensgeistlicher und Apostolischer Präfekt von Niamey.

## Leben
Constant Quillard trat der Ordensgemeinschaft der Redemptoristen bei und legte am 8. September 1912 die Profess ab. Am 21. Oktober 1923 empfing er das Sakrament der Priesterweihe. Papst Pius XII. bestellte ihn am 15. Juli 1948 zum Apostolischen Präfekten von Niamey.
Quillard trat am 21. März 1961 infolge der Erhebung der Apostolischen Präfektur Niamey zum Bistum von seinem Amt zurück.

## Schriften
- Aux petites filles de France, votre modèle: Petite Anne de Guigné. Librairie Saint-Paul, Paris 1936, OCLC 458239017.
- L’auréole du prêtre: les vingt rayons du sacerdoce. Librairie Saint-Paul, Paris 1937, OCLC 64099825.
- Louis Vargues. Librairie Saint-Paul, Paris 1937, OCLC 459648033.
- Le Saint Sacrifice de la messe. Explications et méthodes pour aider les fidèles à mieux comprendre la messe, à mieux participer à la messe. Rives, Romeu et Cie, Algier 1939, OCLC 459648071.
- Beauté et grandeur du sacerdoce: aux jeunes. Ed. Salvator, Mulhouse 1947, OCLC 716549842.
- À la gloire de la patronne des missions, sainte Thérèse de l’Enfant-Jésus. Librairie alphonsienne, Sainte-Anne-de-Beaupré 1947, OCLC 49077678.